# كاندي ديفين
كاندي ديفين (بالإنجليزية: Candy Devine)‏ (4 سبتمبر 1956 - 31 أكتوبر 2024)، هي مغنية أسترالية، ولدت في 4 سبتمبر 1956 في إينيسفيل في أستراليا.

## وصلات خارجية
- كاندي ديفين على موقع IMDb (الإنجليزية)
- كاندي ديفين على موقع ميوزك برينز (الإنجليزية)
- كاندي ديفين على موقع ديسكوغز (الإنجليزية)
- كاندي ديفين على موقع قاعدة بيانات الفيلم (الإنجليزية)